# Westerwald

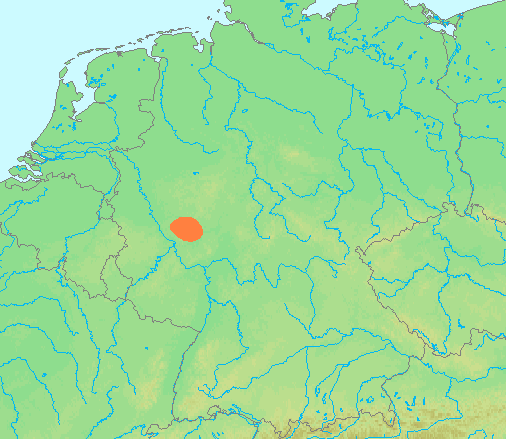
Posizione del Westerwald

Il Westerwald è una regione tedesca appartenente al Massiccio scistoso renano.
Il nome "Westerwald" (in italiano: Bosco occidentale) è registrato per la prima volta in un documento del 1048, riferito in origine alle foreste attorno alle tre chiese di Bad Marienberg, Rennerod ed Emmerichenhain a occidente del recinto reale di Herborn. Attualmente il Westerwald è una regione di circa 2500 km² situata immediatamente a nord del Taunus, nel punto d'incontro dei Bundesländer Renania-Palatinato, Renania Settentrionale-Vestfalia e Assia. I suoi confini sono identificabili in quattro valli fluviali: quella della Lahn a Sud, del Reno a Ovest, della Sieg a Nord e della Dill, un tributario della Lahn, a Est.
Dal punto di vista altimetrico, come peraltro tutto il Massiccio scistoso renano, l'altitudine è alquanto modesta; la vetta più elevata, Fuchskaute, è alta appena 656 metri sul livello del mare.
Il 40 per cento del Westerwald, approssimativamente 1000 km², è boschivo. Il Westerwald è conosciuto per le sue cave di basalto e per l'artigianato della ceramica con caratteristiche decorazioni di colore blu cobalto. Le prime lavorazioni in ceramica risalgono a metà del XVI secolo, allorché giunsero nel Westerwald dei vasai provenienti da Raeren, in Belgio.